# Carex comosa
Carex comosa Boott es una especie de planta herbácea de la familia de las ciperáceas.

## Descripción
Esta especie produce tallos triangulares en grupos, alcanzando los 100 o 120 centímetros de altura desde cortos rizomas. La inflorescencia es de hasta 35 centímetros de largo y tiene una larga bráctea más larga que la espiga. Se trata de un grupo de varias espigas cilíndricas. Los frutos son cónicos con largas y delgadas aristas.

## Distribución y Hábitat
Es nativa de América del Norte, donde crece en las regiones occidental y oriental de Canadá y los Estados Unidos, y partes de México. Crece en lugares húmedos, incluidos los prados y muchos tipos de humedales.

## Taxonomía
Carex comosa fue descrita por Francis M.B. Boott y publicado en Proceedings of the Linnean Society of London 1(27): 258–259. 1845.
Etimología
Ver: Carex
comosa; epíteto latino que significa "peluda".
Sinonimia
- Carex furcata Elliott
- Carex pseudocyperus var. comosa (Boott) Boott[3][4][5]